# هور دا گریس (مریلند)
هور دا گریس (به انگلیسی: Havre de Grace) شهری در ایالت مریلند کشور ایالات متحده آمریکا است که جمعیت آن در سرشماری سال ۲۰۱۰ میلادی، ۱۲٬۹۵۲ نفر بوده‌است.